# Cshö Dzsonghun
Cshö Dzsonghun (hangul: 최종훈, handzsa: 崔鐘訓, RR: Choi Jong-hoon; japánul: チェ•ジョンフン, Csie Dzsonfun; 1990. március 7.–) dél-koreai zenész, énekes, dalszerző, az F.T. Island korábbi gitárosa. Együttesének több dalában közreműködött dalszerzőként.

## Élete és pályafutása
Szöulban született 1990. március 7-én. Középiskolás korában került az FNC Entertainmenthez gyakornokként, majd az F.T. Island gitárosaként debütált 17 évesen.
2008-ban együttese tagjaival közösen szerepelt a KBS2 csatorna Unstoppable Marriage című szappanoperájának 62. részében.
2009 júniusában Hong Dzsinjong (Hong Jin-young) Love Battery című videóklipjében szerepelt, augusztusban az Mnet Scandal 19. epizódjában volt látható.  Októberben Szong Szunghjon (Song Seung-hyun)nal közösen modellkedett a 2009 Autumn Seoul Fashion Week kifutóján. Ugyanebben az évben felvételt nyert a Szuvoni Egyetem digitális zene szakára.
Szunghjon (Seung-hyun)nal közösen szerepeltek a Style Wave című műsorban 2009 decemberében és 2010 januárjában. Ugyancsak Szunghjon (Seung-hyun)nal volt látható az SBS Idol Maknae Rebellion (아이돌 막내반란시대) című sorozatának 15. részében februárban. Első filmszerepét a You're My Pet című mozifilmben kapta.
2012 decemberében a tvN csatorna The Romantic & Idol című műsorának tagja lett.

### Rendőrségi ügye
2019 márciusában együttese ügynöksége bejelentette, hogy Cshö (Choi) távozik az F.T. Islandből, miután botrányba keveredett, és kiderült, hogy valószínűleg lefizetett egy rendőrt, amikor ittas vezetésen kapták. 2019 novemberében újabb részletekre derült fény, amikor egy szöuli bíróság öt év börtönbüntetésre ítélte az énekest, amiért az többedmagával megerőszakolt több, ittassága miatt magatehetetlen nőt. Fellebbezést követően 2020-ban börtönbüntetését 2 év hat hónapra csökkentették, az ítélet végleges.